# Pierre Barbotin
Pierre Barbotin (Nantes, 29 juni 1926 - aldaar, 19 februari 2009) was een Frans wielrenner. Hij werd in 1948 beroepsrenner en zou dat blijven tot in 1960. In totaal behaalde hij 13 overwinningen. In 1950 won hij het Internationaal Wegcriterium en in 1951 werd  hij tweede in Milaan-San Remo, na Louison Bobet, waarmede hij de laatste 100 km ontsnapt was. Daarop ontstond het duo B-B, Bobet-Barbotin.  Dat jaar werd hij ook tweede in het Frans kampioenschap wielrennen voor eliterenners, na Bobet. Barbotin zou vele jaren de rechterhand van Bobet zijn, vooral tijdens de Ronde van Frankrijk. In 1951 werd Barbotin zelf zesde in deze rittenkoers.

## Resultaten in voornaamste wedstrijden
| Jaar | Ronde van Italië | Ronde van Frankrijk | Ronde van Spanje |
| ---- | ---------------- | ------------------- | ---------------- |
| 1949 |                  |                     |                  |
| 1950 |                  |                     |                  |
| 1951 |                  | 6e                  |                  |
| 1952 |                  |                     |                  |
| 1953 |                  |                     |                  |
| 1954 |                  | opgave              |                  |
| 1955 |                  |                     |                  |
| 1956 |                  | 46e                 |                  |
| 1957 | 30e              | buiten tijd         |                  |
| 1958 | opgave           |                     |                  |

| Jaar | Milaan-San Remo | Parijs-Roubaix | Luik-Bast.‑Luik | Ronde van Lombardije | Parijs-Tours |  | Wereldranglijsten |
| ---- | --------------- | -------------- | --------------- | -------------------- | ------------ |  | ----------------- |
| 1949 |                 |                |                 | 42e                  |              |  |                   |
| 1950 |                 |                |                 |                      | 12e          |  |                   |
| 1951 | Zilver          |                | 22e             | 57e                  | 22e          |  | 10e (CDC)         |
| 1952 | 37e             |                |                 |                      | 13e          |  |                   |
| 1953 | 81e             |                |                 |                      | 16e          |  |                   |
| 1954 |                 | 44e            |                 |                      |              |  |                   |
| 1955 | 56e             |                |                 |                      |              |  |                   |
| 1956 |                 |                |                 |                      |              |  |                   |
| 1957 |                 |                |                 |                      | 79e          |  |                   |
| 1958 |                 |                |                 |                      |              |  |                   |